# Norman Johnson (matemático)
Norman Woodason Johnson (12 de novembro de 1930 - 13 de julho de 2017) foi um matemático, anteriormente no Wheaton College, Norton, Massachusetts. Ele recebeu seu Ph.D. na Universidade de Toronto, em 1966, com o título da dissertação de Teoria de Polítopos Uniformes e Favos de mel (tradução) sob a supervisão de H. S. M. Coxeter.
Em 1966 ele enumerou 92 poliedros convexos não-uniformes com faces regulares. Victor Zalgaller provou mais tarde (1969) que a lista de Johnson estava completa, e o conjunto é agora conhecido como sólidos de Johnson.
Johnson também é creditado pela nomeação de todos os poliedros estrelados uniformes e seus duplos, como publicado nos livros de construção de modelos de Magnus Wenninger: Polyhedron models (1971) e Dual models (1983).

## Trabalhos
- The theory of uniform polytopes and honeycombs, Dissertação de Ph.D., 1966[4]
- Hyperbolic Coxeter Groups, paper.[5][carece de fontes?]
- Convex polyhedra with regular faces, paper contendo a enumeração original dos 92 sólidos de Johnson e a conjectura de que não há outros.[6]